# محطة قطار بوفاريك
محطة بوفاريك هي محطة قطار جزائرية تقع في بلدية بوفاريك في ولاية البليدة .

## موقع في السكك الحديدية
تقع المحطة على خط الجزائر-وهران ، بين محطتي بئر توتة وبني مراد .

## خدمة الركاب

### خدمة
تخدم محطة بوفاريك القطارات:
- للرابطة الإقليمية الجزائر - الشلف ؛
- من شبكة السكك الحديدية في ضواحي الجزائر التي توفر ربط الجزائر - العفرون .

## أنظر أيضا

### مَقالات ذات صلة
- خط من الجزائر إلى وهران
- قائمة محطات القطارات في الجزائر
- شبكة السكك الحديدية الضواحي في الجزائر

### رَوابط خارجية
- "SNTF". Société nationale des transports ferroviaires (SNTF). مؤرشف من الأصل في 2025-06-30..